# Mortroux (Francja)
Mortroux – miejscowość i gmina we Francji, w regionie Nowa Akwitania, w departamencie Creuse.
Według danych na rok 1990 gminę zamieszkiwało 331 osób, a gęstość zaludnienia wynosiła 25 osób/km² (wśród 747 gmin Limousin Mortroux plasuje się na 337. miejscu pod względem liczby ludności, natomiast pod względem powierzchni na miejscu 487.).